# (7570) 1989 CP
1989 سي بي (ويعرف أيضًا باسم (7570) 1989 سي بي وفق تسمية الكوكب الصغير) (بالإنجليزية: 1989 CP)‏ هو كويكب ضمن حزام الكويكبات؛ وترتيبه 7570 من حيث الاكتشاف.
اكتُشف هذا الجُرم الفلكي بواسطة هيروشي موري في 5 فبراير 1989.

## وصلات خارجية
- (7570) 1989 CP في قاعدة بيانات مختبر الدفع النفاث لأجرام النظام الشمسي الصغيرة

- الاكتشاف · مخطط المدار ·  العناصر المدارية · المعلمات المادية

- (7570) 1989 CP على موقع ويكي سكاي: DSS2, SDSS, GALEX, IRAS, Hydrogen α, X-Ray, Astrophoto, Sky Map, Articles and images